# Daniel Perrin (huguenot)
Pour les articles homonymes, voir Daniel Perrin (homonymie) et Perrin.
Daniel Perrin, dit le Huguenot, né à Jersey en 1642 et mort à Staten Island (New York) le 6 septembre 1719, est un colon protestant d'origine française, ayant été l'un des premiers Européens à avoir habité l'île de Staten Island de façon permanente. Lui et sa descendance donneront leur surnom de Huguenot à un quartier de Staten Island.

## Biographie
Daniel Perrin naquit sur l'île de Jersey en 1642. Son père, Pierre Perrin (1615-1698), était né à Lyon, l'année même de la mort de son propre père, le comte de Perrin (1582-1615) qui était un protestant originaire de La Rochelle.
En raison des Guerres de religion, Pierre Perrin avait fui à Jersey. En 1638, il rencontre sa future femme, Adrienne Jubril, (1618-1698), originaire de Vendresse dans les Ardennes et elle-même réfugiée à Jersey. Ils auront cinq fils et deux filles, tous nés sur l'île Anglo-Normande.
En 1665, Daniel embarque à Saint-Hélier, à bord du navire le "Philip" à destination de l'Amérique. Il débarque dans le port de New York le 29 juillet 1665 avec le futur gouverneur du New Jersey, Philippe de Carteret. Il s'installe comme colon dans une cité en plein peuplement dénommée Elisabeth du nom de la femme du gouverneur Philippe de Carteret.
En 1666, il se marie avec Maria Thorel (née en 1649 à Rouen et décédée en 1686 à Staten Island), qu'il avait connu sur le bateau. Ils auront six garçons (Pierre, Henri, Jacques, Daniel, Guillaume et François). Il se remaria avec une autre française, Elisabeth Perrine, avec laquelle il aura trois filles (Sara, Elisabeth et Marie).
En 1685, il accueille son père, Pierre Perrin qui vint le rejoindre depuis l'île de Jersey et qui mourra en 1698 à Staten Island. 
En 1692, il franchit le détroit de Arthur Kill qui sépare le village d'Elisabeth de l'île de Staten Island.
Daniel Perrin et ses descendants protestants ont laissé à la postérité le nom d'une parc sur l'île de staten Island, (Huguenot Park), dénomination qui fut élargie à tout un quartier de Staten Island, Huguenot. Une station de la ligne de chemin de fer Staten Island Railway porte le nom de "Huguenot". La station Huguenot et le parc Huguenot sont situés sur la Huguenot Avenue qui coupe l'île de Staten Island en deux.

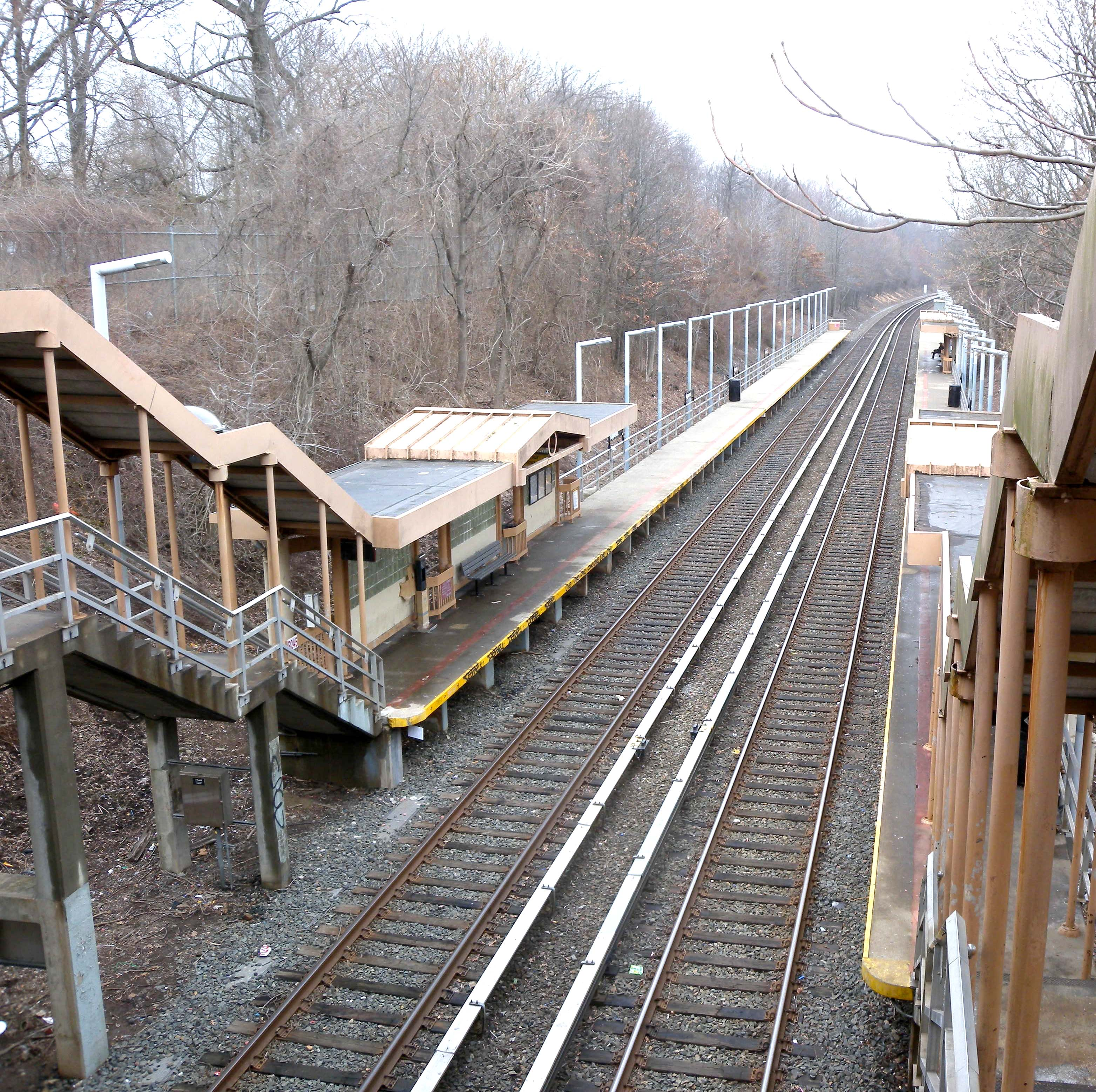
Station Huguenot sur l'île de Staten Island.